# Міссельберг
Міссельберг (нім. Misselberg) — громада в Німеччині, розташована в землі Рейнланд-Пфальц. Входить до складу району Рейн-Лан. Складова частина об'єднання громад Нассау.
Площа — 0,74 км2. Населення становить 87 ос. (станом на 31 грудня 2020).